# Ластовцы (Ивано-Франковская область)
Ластовцы (укр. Ластівці) — село в Богородчанской поселковой общине Ивано-Франковского района Ивано-Франковской области Украины.
Население по переписи 2001 года составляло 1285 человек. Занимает площадь 8 км². Почтовый индекс — 77763. Телефонный код — 03471.